# Hans Röttiger
Johannes "Hans" Röttiger (16 de abril de 1896 - 15 de abril de 1960) fue un General der Panzertruppen en el Ejército alemán durante la Segunda Guerra Mundial y el primer Jefe del Estado Mayor del Bundeswehr.

## Biografía
Röttiger se unió al Ejército prusiano en 1914 y sirvió desde 1915 como Teniente en el 20.º Regimiento de Artillería. Después de la Primera Guerra Mundial sirvió en el Reichswehr como oficial de batería, adjunto, y jefe de batería. Después sirvió como oficial del Estado Mayor de la Wehrmacht.
A principios de la Segundo Guerra Mundial Röttiger era un Oberstleutnant y sirvió entre 1939-1940 como jefe de operaciones para el VI Cuerpo. Entre 1940-1942 fue jefe de Estado Mayor del XXXXI Cuerpo y fue después seleccionado como jefe de Estado Mayor del 4.º Ejército Panzer en el frente oriental, sirviendo en Stalingrado. De 1943 a 1944 fue jefe de Estado Mayor del 4.º Ejército y después del Grupo de Ejércitos A entre 1944-1945 a las órdenes del Generaloberst Josef Harpe. Después pasó a ser jefe de Estado Mayor del Grupo de Ejércitos C en Italia a las órdenes del Generalfeldmarschall Albert Kesselring. El 30 de enero de 1945 fue ascendido a General der Panzertruppe.
Röttiger fue hecho prisionero por los británicos y estadounidenses desde el fin de la guerra hasta 1948. En 1950 participó en la reunión para la discusión del establecimiento de una nueva fuerza de defensa alemana; el resultado de la reunión fue el Himmeroder Denkschrift (Memorando Himmerod). Este documento se refiere una reunión secreta de ex oficiales de alto grado de la Wehrmacht, invitados por el canciller Konrad Adenauer a la abadía de Himmerod para discutir la Wiederbewaffnung (Rearme) de Alemania Occidental. 
Röttiger fue aceptado en el Bundeswehr en 1956 con el rango de Generalleutnant. El 21 de septiembre de 1957 se convirtió en el primer Inspector del Ejército y fue instrumental en sus primeras etapas de desarrollo.
Röttiger fue diagnosticado de cáncer a finales de la década de 1950 y pasó sus últimos años recibiendo tratamiento. En la mañana del 15 de abril de 1960 murió en su cargo, un día antes de su 64.º aniversario.

## Carrera militar – Ascensos
- Fahnenjunker (Cadete) – 15 de septiembre de 1914
- Leutnant (Teniente) – 30 de septiembre de 1915
- Oberleutnant (Teniente Primero) – 1 de abril de 1925
- Hauptmann (Capitán) – 1 de octubre de 1931
- Major (Mayor) – 1 de enero de 1936
- Oberstleutnant (Teniente Coronel) – 1 de febrero de 1939
- Oberst (Coronel) – 1 de enero de 1941
- Generalmajor (Mayor General) – 1 de febrero de 1942
- Generalleutnant (Teniente General) – 1 de septiembre de 1943
- General der Panzertruppe (General de tropas blindadas) – 30 de enero de 1945
- Generalleutnant (Teniente General) – 1956 (Al ingreso al Bundeswehr  de la República Federal de Alemania)

## Condecoraciones
- Cruz Alemana en Oro el 26 de enero de 1942 como Oberst im Genearalstab del XXXI Cuerpo[2]
- Eisernes Kreuz (1914) II. Klasse – Cruz de Hierro de 2.ª Clase de 1914 (Reino de Prusia)
- Eisernes Kreuz (1914) I. Klasse – Cruz de Hierro de 1.ª Clase de 1914 (Reino de Prusia)
- Ehrenkreuz für Frontkämpfer 1914-1918 – Cruz de Honor para los combatientes del Frente de 1914-1918 (Alemania)
- Hamburgisches Hanseatenkreuz - Cruz Hanseática de Hamburgo
- 1939 Spange zum Eisernes Kreuz II. Klasee Klasse 1914 – Broche de 1939 para la Cruz de Hierro de 2.ª Clase de 1914 (Alemania)
- 1939 Spange zum Eisernes Kreuz I. Klasse 1914 – Broche de 1939 para la Cruz de Hierro de 1.ª Clase de 1914 (Alemania)
- Medaille “Winterschlacht im Osten 1941/42“ – Medalla "Batalla de invierno en el Este 1941/42" (Alemania)
- Dienstauszeichnung der Wehrmacht IV.Klasse, 4 Jahre – Premio de la Wehrmacht de 4.ª Clase por 4 años de Servicios (Alemania)
- Dienstauszeichnung der Wehrmacht III. Klasse, 12 Jahre – Premio de la Wehrmacht de 3.ª Clase por 12 años de Servicios  (Alemania)